# Rheum turkestanicum
Rheum turkestanicum är en slideväxtart som beskrevs av Janisch. Rheum turkestanicum ingår i släktet rabarbersläktet, och familjen slideväxter. Inga underarter finns listade i Catalogue of Life.